# Marly-le-Roi
Marly-le-Roi je město v západní části metropolitní oblasti Paříže ve Francii v departmentu Yvelines a regionu Île-de-France. Má přibližně 16 500 obyvatel. Od centra Paříže je vzdálené 18,4 km.

## Historie
Historie obce sahá do roku 673, byla založena franským králem Thrierrym III.
Od roku 1684 stál nedaleko obce stroj Machine de Marly, který čerpal vodu pro Versailles. Král Ludvík XIV. také využíval zámek v Marly-le-Roi, pro své útěky z Versailles. Zámek byl zbořen v roce 1806.

## Geografie
Marly-le-Roi se nachází méně než deset kilometrů severně od Versailles a méně než pět kilometrů jižně od Saint-Germain-en-Laye.
Obce sousedící s Marly-le-Roi jsou Le Port-Marly na severovýchodě, Louveciennes na východě, La Celle-Saint-Cloud na jihovýchodě, Bailly na jihu, L'Étang-la-Ville na západě, Mareil-Marly na severozápadě a Le Pecq na severu.
Obec leží podél silnice 186, která spojuje Versailles se Saint-Germain-en-Laye a procházejí jí také lokální silnice 7 a 161.
Železniční dopravní obsluha je zajišťována tratí Paris-Saint-Lazare-La Défense-Saint-Nom-la-Bretèche.
Marly-le-Roi se skládá z pěti čtvrtí :
- Le Vieux Marly-Ombrages-Monbâti, s paláci z 18. století a kostelem Saint-Vigor;
- Le Plateau-Vergers-Vauillons-Bois Martin, s obytnými domky a parkem Jean Witold ;
- Les Grandes-Terres, rezidenční čtvrť ;
- Montval;
- Les coteaux.

## Vývoj počtu obyvatel
Počet obyvatel

## Slavní obyvatelé města
- Jules Hardouin-Mansart, architekt
- André Theuriet, básník a dramatik
- Victorien Sardou, dramatik
- André Lafosse, hudebník
- Alexandre Dumas mladší, spisovatel a dramatik
- Jean Witold, muzikolog
- François-Henri de Virieu, novinář
- Simone Renant, herečka

## Partnerská města
- Kita, Mali
- Leichlingen, Německo
- Marlow, Spojené království
- Viseu, Portugalsko